# Ясеница
Я̀сеница, известна още като Я̀сеничка река, е река в Сърбия (Неготинска Крайна), десен приток на Дунав. Дължината ѝ е 55 км.

## Географска характеристика

### Извор, течение, устие
Река Ясеница извира на около 600 m югоизточно от Църни връх в планината Дели Йован, на 1126 m н.в. в местността "Влашка ливада" в землището на село Поповица. Спуска се по източните склонове на Дели Йован, продължава през гористо-хълмисти райони и при Неготин достига Тимошката долина. От Неготин до устието при Дунав реката е канализирана, а в горното си течение образува дълбока долина, особено при село Видровац. Около селата Кобишница и Буковче е останало част от старото корито, превърнато в отводнителен канал.

### Водосборен басейн, притоци
Общият водосборен басейн на реката обхваща площ от 277 км2, изцяло в община Неготин. Границите му са следните: на север до водосборния басейн на река Замна, на североизток – къси дерета, директно вливащи се в Дунав (Каменичка река и др.), на изток е река Тимок, на юг – водосборните басейни на реките Сиколска и Чубранска. На запад е вододелът по билото на Дели Йован. Основните притоци на реката са:
- ← Поток Миляковац
- → Байнеа / Суви дол
- ← Търнянска река
- → Шаркаменска река
- ← Църни дол
- → Руявачки поток
- → Ягнилски поток
- → Дуплянска река
- ← Старо корито / канал

## Селища, стопанско значение
От извора към устието са разположени следните населени места: Поповица, Търняне, Карбулово, Ясеница, Видровац, Милошево, Неготин, Кобишница и Буковче. Като сравнително малък приток на река Дунав в Източна Сърбия има ограничено стопанско значение, но въпреки това изпълнява няколко важни функции на местно ниво:
- локален водоизточник за напояване на земеделски култури в селата по течението ѝ – особено в плодородната Неготинска долина, където се отглеждат зърнени култури, зеленчуци, лозя, овощия и др.;
- в някои от селата реката служи като източник на вода за добитъка;
- някои села по горното течение на реката използват изворни чешми и каптажи във водосборния басейн;
- съхранява местното биоразнообразие – различни видове риби, земноводни и речни растения;
- преминава през селища със съхранени етнографски и културни традиции – възможен ресурс за развитие на селски и екотуризъм;
- реката не е плавателна и няма значение за търговския транспорт, въпреки това, в близост до Неготин и устието ѝ в Дунав е важна за общия икономически пейзаж на региона.